# Gisa Wurm
Gisa Wurm, eigentlich Gisela Wurm, (* 8. Oktober 1885 in Winzendorf, Österreich-Ungarn; † 10. August 1957 in Wien) war eine österreichische Schauspielerin.

## Leben
Wurm nahm Schauspielunterricht bei Albert Heine und spielte an Theatern in Kattowitz, Wiesbaden, Krefeld und Breslau. 1923 trat sie als „weiblicher Komiker“ im Theater und Kabarett "Die Hölle" im Souterrain des Theater an der Wien auf. 1925 kam Wurm ans Theater in der Josefstadt nach Wien. Sie war bereits im Stummfilm tätig, und sodann bis 1945 in insgesamt 25 Tonfilmen. Produzent war immer die Wien-Film. Zu ihren Filmen gehören das musikalische Drama Unsterbliche Melodien (1936), die Filmmelodramen Ein Leben lang (1940) (1940) und Aufruhr im Damenstift (1941) und die Hans-Moser-Filme Das Ferienkind und Schwarz auf Weiß (1943). Sie stand 1944 in der Gottbegnadeten-Liste des Reichsministeriums für Volksaufklärung und Propaganda.
Nach dem Kriege war Wurm an den Wiener Kammerspielen engagiert.
Gisa Wurms Grab befand sich auf dem Hietzinger Friedhof (Gruppe 42, Nummer 9 B). Es wurde bereits aufgelassen und neu vergeben.

## Filmografie
- 1929: Die Beute des Scheiks
- 1931: Die große Liebe
- 1933: Großfürstin Alexandra
- 1936: Unsterbliche Melodien
- 1936: Wo die Lerche singt
- 1936: Die Julika (Ernte)
- 1937: Die glücklichste Ehe der Welt
- 1937: Pat und Patachon im Paradies
- 1937: Florentine
- 1937: Ich möcht’ so gern mit Dir allein sein (Millionäre)
- 1938: Spiegel des Lebens
- 1939: Eine kleine Nachtmusik
- 1940: Das jüngste Gericht
- 1940: Meine Tochter lebt in Wien
- 1940: Ein Leben lang
- 1940: Operette
- 1941: Liebe ist zollfrei
- 1941: So gefällst Du mir
- 1941: Illusion
- 1941: Aufruhr im Damenstift
- 1942: Violanta
- 1942: Brüderlein fein
- 1943: Zwei glückliche Menschen
- 1943: Das Ferienkind
- 1943: Reisebekanntschaft
- 1943: Schwarz auf weiß
- 1944: Am Vorabend
- 1944/50: Glück muß man haben
- 1944/50: Die Kreuzlschreiber
- 1945: Das Leben geht weiter
- 1947: Die Welt dreht sich verkehrt
- 1947: Singende Engel
- 1948: Gottes Engel sind überall
- 1948: Arlberg-Express
- 1950: Der keusche Adam
- 1951: Das Tor zum Frieden
- 1951: Das unmögliche Mädchen (Fräulein Bimbi)
- 1953: Lavendel – eine ganz unmoralische Geschichte (Lavendel)
- 1953: Franz Schubert – Ein Leben in zwei Sätzen